# Lijst van Vlaamse rioolwaterzuiveringsinstallaties
In Vlaanderen worden rioolwaterzuiveringsinstallaties (kortweg rwzi's) beheerd door de nv Aquafin. Aquafin bouwt en beheert de infrastructuur voor de zuivering van rioolwater volgens de 11 rivierbekkens die Vlaanderen telt: IJzer, Brugse Polders, Gentse kanalen, Beneden Schelde, Leie, Boven Schelde, Dender, Dijle, Demer, Nete en Maas, opgedeeld in Maas I en Maas II.
Onderstaande lijst bevat alle opgeleverde en in werking zijnde bovengemeentelijk rwzi's tot einde 2016. 

## Lijst

### Beneden-Scheldebekken
- Rwzi Beveren
- Rwzi De Klinge
- Rwzi Dendermonde
- Rwzi Edegem
- Rwzi Aartselaar
- Rwzi Blaasveld
- Rwzi Boom
- Rwzi Ruisbroek
- Rwzi Brasschaat
- Rwzi Antwerpen-Noord
- Rwzi Berendrecht
- Rwzi Burcht
- Rwzi Bornem
- Rwzi Hamme
- Rwzi Kallo
- Rwzi Boechout
- Rwzi Schoten
- Rwzi Schilde
- Rwzi Wommelgem
- Rwzi Kieldrecht
- Rwzi Sint-Amands
- Rwzi Londerzeel
- Rwzi Merchtem
- Rwzi Asse-Bollebeek
- Rwzi Antwerpen-Zuid
- Rwzi Deurne
- Rwzi Merksem
- Rwzi Lokeren
- Rwzi Temse

### Boven-Scheldebekken
- Rwzi Bambrugge
- Rwzi Berlare
- Rwzi Brakel
- Rwzi De Pinte, Zevergem
- Rwzi Destelbergen
- Rwzi Dikkelvenne
- Rwzi Eke
- Rwzi Elsegem
- Rwzi Gavere
- Rwzi Heynsdaele
- Rwzi Kluisbergen
- Rwzi Kruishoutem
- Rwzi Laarne
- Rwzi Lede
- Rwzi Melle
- Rwzi Merelbeke
- Rwzi Oosterzele
- Rwzi Oudenaarde
- Rwzi Overschelde
- Rwzi Ronse
- Rwzi Schorisse
- Rwzi Aalbeke - Tolpenhoek
- Rwzi Helkijn
- Rwzi Avelgem
- Rwzi Rollegem
- Rwzi Wetteren
- Rwzi Wichelen
- Rwzi Zele
- Rwzi Zwalm

### Brugse Polderbekken
- Rwzi Jabbeke
- Rwzi Brugge
- Rwzi Beernem
- Rwzi Aalter
- Rwzi Heist
- Rwzi Knokke
- Rwzi Ruddervoorde
- Rwzi Wingene
- Rwzi Baliebrugge
- Rwzi Sint-Pietersveld Wingene
- Rwzi Eeklo
- Rwzi Maldegem
- Rwzi Watervliet

### Demerbekken
- Rwzi Aarschot
- Rwzi Rotselaar
- Rwzi Messelbroek
- Rwzi Rillaar
- Rwzi Walenbos
- Rwzi Holsbeek
- Rwzi Tessenderlo
- Rwzi Beverlo
- Rwzi Halen
- Rwzi Diest
- Rwzi Zichem
- Rwzi Engsbergen
- Rwzi Lummen - Geneiken
- Rwzi Hasselt
- Rwzi Bilzen
- Rwzi Kermt
- Rwzi Wimmertingen
- Rwzi Alken
- Rwzi Hoeselt
- Rwzi Hasselt-Kiewit
- Rwzi Rijkhoven
- Rwzi Heusden
- Rwzi Genk
- Rwzi Koersel
- Rwzi Zonhoven
- Rwzi Bokrijk
- Rwzi Houthalen-Centrum
- Rwzi Houthalen-Oost
- Rwzi Zolder
- Rwzi Borgloon - Tivoli
- Rwzi Borgloon - Nerem
- Rwzi Sint-Truiden
- Rwzi Landen - Rumsdorp
- Rwzi Zoutleeuw
- Rwzi Gelmen
- Rwzi Tienen
- Rwzi Hoegaarden
- Rwzi Neervelp
- Rwzi Roosbeek
- Rwzi Bierbeek-Kleinbeek

### Denderbekken
- Rwzi Aalst
- Rwzi Geraardsbergen
- Rwzi Lebbeke-Rooien
- Rwzi Ninove
- Rwzi Parike
- Rwzi Sint-Antelinks
- Rwzi Sint-Maria-Lierde
- Rwzi Liedekerke
- Rwzi Asse-Bekkerzeel
- Rwzi Zandbergen
- Rwzi Galmaarden

### Dijlebekken
- Rwzi Leuven
- Rwzi Oud-Heverlee
- Rwzi Tervuren
- Rwzi Huldenberg
- Rwzi Bierbeek
- Rwzi Beersel
- Rwzi Halle
- Rwzi Vlezenbeek
- Rwzi Sint-Pieters-Leeuw
- Rwzi Varenbergbeek
- Rwzi Kortenberg
- Rwzi Grimbergen
- Rwzi Kampenhout
- Rwzi Zemst-Larebeek
- Rwzi Zemst-Kesterbeek
- Rwzi Steenokkerzeel-Noord
- Rwzi Humbeek
- Rwzi Mechelen-Noord
- Rwzi Zemst - Hofstade
- Rwzi Boortmeerbeek
- Rwzi Bonheiden

### Gentse Kanalen
- Rwzi Boekhoute
- Rwzi Deinze
- Rwzi Deurle
- Rwzi Ertvelde
- Rwzi Evergem
- Rwzi Gent
- Rwzi Kruisstraat
- Rwzi Latem
- Rwzi Moerbeke
- Rwzi Nevele
- Rwzi Sinaai
- Rwzi Sint-Niklaas
- Rwzi Stekene
- Rwzi Zelzate
- Rwzi Zomergem

### IJzerbekken
- Rwzi Ieper
- Rwzi Westouter
- Rwzi Poperinge
- Rwzi Watou
- Rwzi Vlamertinge
- Rwzi Heuvelland - Westouter Centrum
- Rwzi Oostende
- Rwzi Woumen
- Rwzi Langemark
- Rwzi Zonnebeke
- Rwzi Staden
- Rwzi Kortemark
- Rwzi Koekelare
- Rwzi Adinkerke
- Rwzi Wulpen
- Rwzi Lo
- Rwzi Vleteren
- Rwzi Roesbrugge
- Rwzi Pervijze

### Leiebekken
- Rwzi Harelbeke
- Rwzi Heule
- Rwzi Beveren-Leie
- Rwzi Roeselare
- Rwzi Menen
- Rwzi Loker
- Rwzi Moorslede
- Rwzi Ieper-Hollebeke
- Rwzi Ledegem
- Rwzi Kruiseke
- Rwzi Tielt
- Rwzi Waregem
- Rwzi Ingelmunster
- Rwzi Pittem
- Rwzi Olsene

### Maas I en II bekken
- Rwzi Bree
- Rwzi Neeroeteren
- Rwzi Dilsen
- Rwzi Kinrooi
- Rwzi Kessenich
- Rwzi Hoogstraten
- Rwzi Meer
- Rwzi Merksplas
- Rwzi Poppel
- Rwzi Zondereigen
- Rwzi Essen
- Rwzi Kalmthout
- Rwzi Brecht
- Rwzi Loenhout
- Rwzi Lanaken
- Rwzi Eisden
- Rwzi Tongeren
- Rwzi Riemst
- Rwzi Zichen
- Rwzi Riksingen
- Rwzi Boorsem
- Rwzi Voeren - Veurs
- Rwzi Bocholt
- Rwzi Overpelt
- Rwzi Lommel
- Rwzi Hamont
- Rwzi Peer
- Rwzi Achel
- Rwzi Eksel
- Rwzi Lozen

### Netebekken
- Rwzi Duffel
- Rwzi Walem
- Rwzi Hove
- Rwzi Itegem
- Rwzi Lier
- Rwzi Heist-op-den-Berg
- Rwzi Berlaar
- Rwzi Mol
- Rwzi Dessel
- Rwzi Geel
- Rwzi Retie
- Rwzi Geel-Mosselgoren
- Rwzi Mol-Postel
- Rwzi Westerlo
- Rwzi Morkhoven
- Rwzi Hulshout
- Rwzi Wolfsdonk
- Rwzi Nijlen
- Rwzi Grobbendonk
- Rwzi Pulderbos
- Rwzi Viersel
- Rwzi Zoersel
- Rwzi Herentals
- Rwzi Lichtaart
- Rwzi Zoersel-Schriekbos
- Rwzi Ravels
- Rwzi Turnhout
- Rwzi Vosselaar
- Rwzi Malle
- Rwzi Beerse
- Rwzi Oud-Turnhout
- Rwzi Arendonk